# Marco van Basten
Marcel „Marco“ van Basten (* 31. Oktober 1964 in Utrecht, Niederlande) ist ein ehemaliger niederländischer Fußballspieler und -trainer sowie heutiger Funktionär.
Er gilt als einer der besten Stürmer seiner Generation und wurde 1988 mit der niederländischen Nationalmannschaft Europameister. Seine erfolgreichste Zeit im Vereinsfußball verbrachte er in Italien bei der AC Mailand, mit der er unter anderem drei Mal die italienische Meisterschaft und zwei Mal die UEFA Champions League bzw. den Europapokal der Landesmeister gewann. 1988, 1989 und 1992 wurde van Basten mit dem Ballon d’Or als „Europas Fußballer des Jahres“ ausgezeichnet; 1992 wurde er ebenfalls zum FIFA-Weltfußballer des Jahres gewählt. Er ist unter anderem Teil der Hall of Fame des Italienischen Fußballs und der FIFA 100.
Aufgrund wiederkehrender schwerer Verletzungen beendete Marco van Basten seine Spielerkarriere 1995 bereits im Alter von 30 Jahren.
Nach seiner Spielerkarriere wurde van Basten zunächst Trainer. Von 2004 bis 2008 war er Bondscoach der niederländischen Nationalmannschaft. Mittlerweile arbeitet er für die FIFA.

## Leben
Marcel van Basten kam am 31. Oktober 1964 als jüngstes von drei Kindern des ehemaligen Fußballspielers Joop van Basten und dessen Frau Leny an der Surinamestraat zur Welt. Da seine Großmutter mütterlicherseits Schwierigkeiten mit dem Namen „Marcel“ hatte, nannte sie ihn kurzerhand „Marco“.
Er besuchte die St. Dominicus-Grundschule und später das allgemeine weiterführende Niels Stensen College in Utrecht. In der Jugend spielte er neben Fußball auch noch Tischtennis.

## Spielerkarriere

### Im Verein

#### Ajax Amsterdam

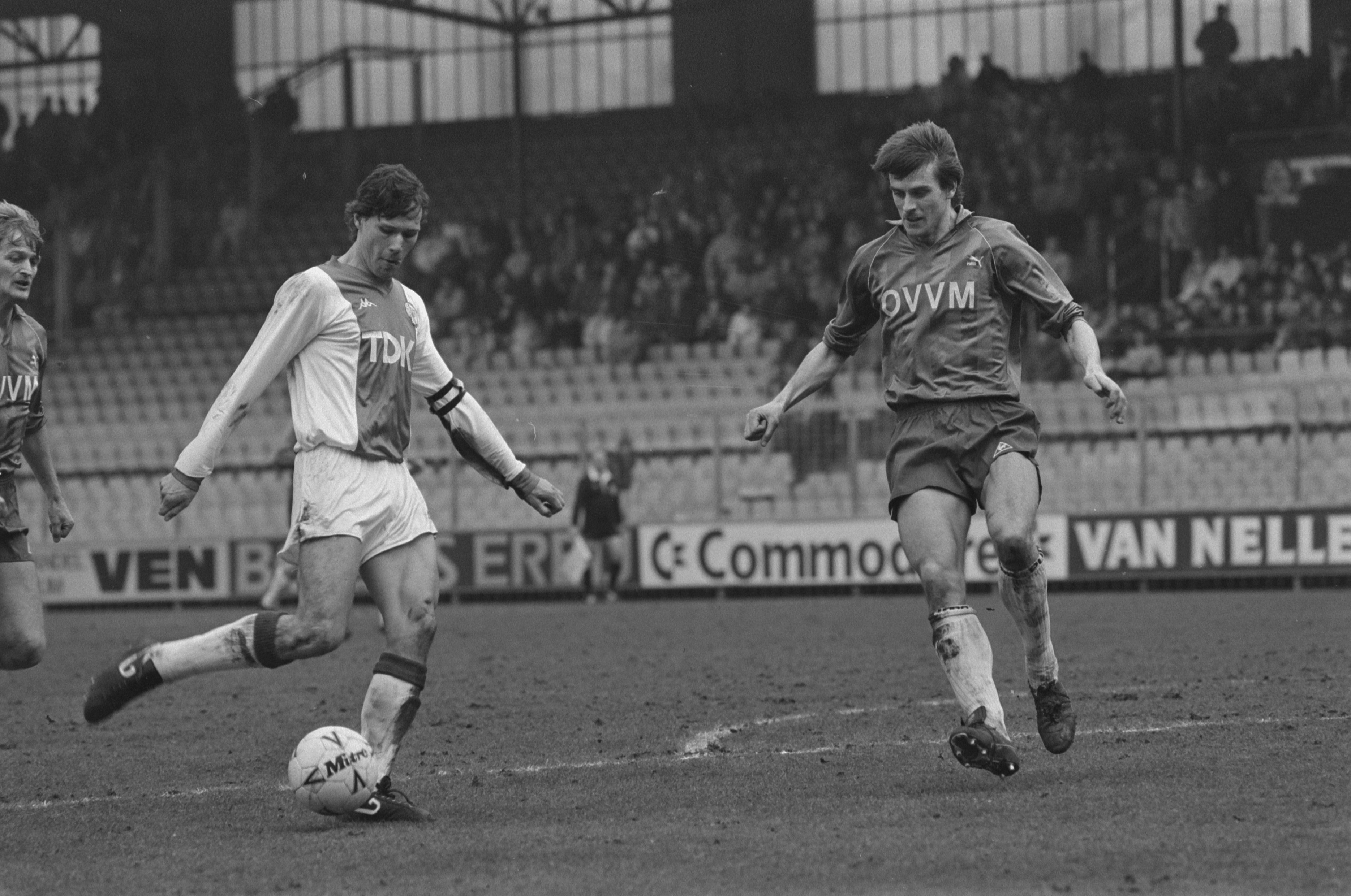
Van Basten im Trikot von Ajax Amsterdam (1987)

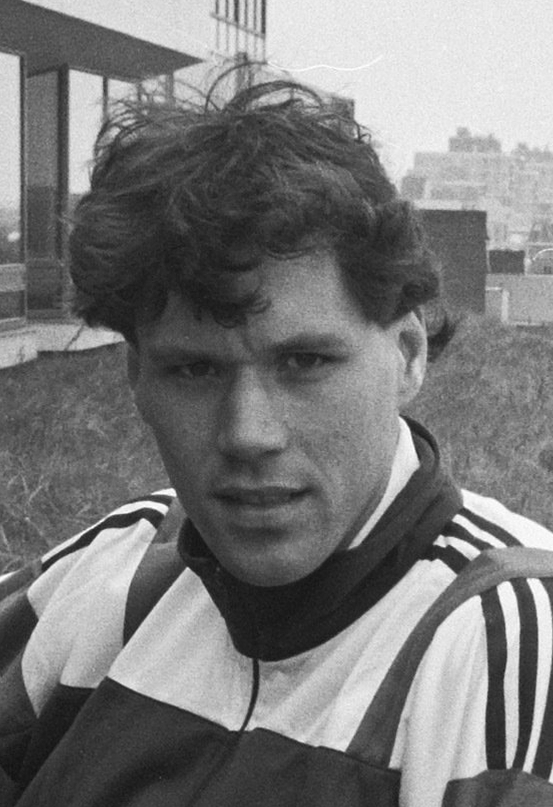
Van Basten (1989)

Er spielte zunächst bei UVV Utrecht (1970–80) und Elinkwijk Utrecht (1980/81), bevor er 1981 zu Ajax Amsterdam wechselte. Sein Debüt in der Profimannschaft gab van Basten im April 1982, als er beim 5:0-Sieg gegen NEC Nijmegen für Johan Cruyff eingewechselt wurde. In diesem Spiel erzielte er auch seinen ersten Treffer für seinen neuen Verein.
In der Saison 1982/83 stand er noch im Schatten von Wim Kieft. Doch dieser wurde im Folgejahr an den italienischen Serie-A-Vertreter Pisa Calcio verkauft. In den Jahren 1984 bis 1987 wurde van Basten Torschützenkönig der niederländischen Eredivisie und entwickelte sich zu einem der Topstürmer der 1980er Jahre. 1986 gewann er mit 37 Treffern in 26 Spielen den Goldenen Schuh als Europas bester Torjäger. 1987 stand van Basten im Endspiel um den Europapokal der Pokalsieger und erzielte gegen den 1. FC Lokomotive Leipzig das entscheidende Tor.

#### AC Mailand
Nach diesem Titel wechselte er zur AC Mailand, wo er zusammen mit seinen Landsleuten Ruud Gullit und Frank Rijkaard spielte. Mit van Basten gewann die AC Mailand 1989 und 1990 den Europapokal der Landesmeister. Gegen Ende seiner Karriere musste er aufgrund einer schweren Knöchelverletzung immer wieder aussetzen. Sein letztes Pflichtspiel für die Rossoneri bestritt van Basten im Finale der Champions Champions League gegen Olympique Marseille am 26. Mai 1993.
Aufgrund seiner Knöchelverletzung und Knieproblemen musste er anschließend erneut aussetzen, konnte aber trotz intensiver Bemühungen nicht mehr als Fußballprofi spielen und trat schließlich 1995 als Sportinvalide zurück.

### In der Nationalmannschaft
Zwischen September 1983 und Oktober 1992 absolvierte van Basten für die niederländische Fußballnationalmannschaft 58 Länderspiele (24 Tore). Höhepunkt war der Gewinn der Fußball-Europameisterschaft 1988 in Deutschland, wo er mit fünf Treffern auch Torschützenkönig wurde. Sein Tor zum 2:0 im Finale gegen die Sowjetunion (er überhob aus spitzem Winkel Torwart Rinat Dassajew) wurde von den Zuschauern der Sportschau zum Tor des Monats Juni gewählt. Nach dem Turnier wurde er zum besten Spieler des Turniers gewählt.
Bei der WM 1990 gehörte die Elftal zum Favoritenkreis, scheiterte jedoch im Achtelfinale am späteren Weltmeister aus Deutschland (1:2). Ende der 1980er und Anfang der 1990er Jahre lieferte er sich bei drei aufeinanderfolgenden großen Turnieren (EM 1988, WM 1990, EM 1992) in den Spielen zwischen den Niederlanden und Deutschland viel beachtete Duelle mit dem deutschen Manndecker Jürgen Kohler.

## Saisonstatistik
| Verein            | Liga              | Saison            | Liga   | Liga | Nat. Pokal | Nat. Pokal | Europapokal | Europapokal | Andere | Andere | Gesamt | Gesamt |
| Verein            | Liga              | Saison            | Spiele | Tore | Spiele     | Tore       | Spiele      | Tore        | Spiele | Tore   | Spiele | Tore   |
| ----------------- | ----------------- | ----------------- | ------ | ---- | ---------- | ---------- | ----------- | ----------- | ------ | ------ | ------ | ------ |
| Ajax Amsterdam    | Eredivisie        | 1981/82           | 1      | 1    | 1          | 0          | -           | -           | -      | -      | 2      | 1      |
| Ajax Amsterdam    | Eredivisie        | 1982/83           | 20     | 9    | 5          | 4          | -           | -           | -      | -      | 25     | 13     |
| Ajax Amsterdam    | Eredivisie        | 1983/84           | 26     | 28   | 4          | 1          | 2           | 0           | -      | -      | 32     | 29     |
| Ajax Amsterdam    | Eredivisie        | 1984/85           | 32     | 22   | 4          | 2          | 4           | 5           | -      | -      | 41     | 29     |
| Ajax Amsterdam    | Eredivisie        | 1985/86           | 26     | 37   | 1          | 0          | 2           | 0           | -      | -      | 29     | 37     |
| Ajax Amsterdam    | Eredivisie        | 1986/87           | 27     | 31   | 7          | 6          | 9           | 6           | -      | -      | 43     | 43     |
| Ajax Gesamt       | Ajax Gesamt       | Ajax Gesamt       | 133    | 128  | 22         | 13         | 17          | 11          | -      | -      | 172    | 152    |
| AC Mailand        | Serie A           | 1987/88           | 11     | 3    | 5          | 5          | 3           | 0           | -      | -      | 19     | 8      |
| AC Mailand        | Serie A           | 1988/89           | 33     | 19   | 4          | 3          | 9           | 9           | 1      | 1      | 47     | 32     |
| AC Mailand        | Serie A           | 1989/90           | 26     | 19   | 4          | 1          | 9           | 4           | 1      | 0      | 40     | 24     |
| AC Mailand        | Serie A           | 1990/91           | 31     | 11   | 1          | 0          | 2           | 0           | 1      | 0      | 35     | 11     |
| AC Mailand        | Serie A           | 1991/92           | 31     | 25   | 7          | 4          | -           | -           | -      | -      | 38     | 29     |
| AC Mailand        | Serie A           | 1992/93           | 15     | 13   | 1          | 0          | 5           | 6           | 1      | 1      | 22     | 20     |
| AC Mailand        | Serie A           | 1993/94           | 0      | 0    | -          | -          | -           | -           | -      | -      | -      | -      |
| AC Mailand        | Serie A           | 1994/95           | 0      | 0    | -          | -          | -           | -           | -      | -      | -      | -      |
| AC Mailand Gesamt | AC Mailand Gesamt | AC Mailand Gesamt | 147    | 90   | 22         | 13         | 28          | 19          | 4      | 2      | 201    | 124    |
| Karriere Gesamt   | Karriere Gesamt   | Karriere Gesamt   | 280    | 218  | 44         | 26         | 45          | 30          | 4      | 2      | 373    | 276    |

| Nationalmannschaft | Nationalmannschaft | Nationalmannschaft |
| Jahr               | Spiele             | Tore               |
| ------------------ | ------------------ | ------------------ |
| 1983               | 3                  | 2                  |
| 1984               | 3                  | -                  |
| 1985               | 4                  | 1                  |
| 1986               | 4                  | 2                  |
| 1987               | 4                  | 1                  |
| 1988               | 9                  | 5                  |
| 1989               | 5                  | 2                  |
| 1990               | 11                 | 8                  |
| 1991               | 5                  | 2                  |
| 1992               | 10                 | 1                  |
| Gesamt             | 58                 | 24                 |

## Trainerkarriere
Seine Trainertätigkeit begann Marco van Basten zur Saison 2003/04 bei der Jugendmannschaft von Ajax Amsterdam.

### Niederländische Nationalmannschaft

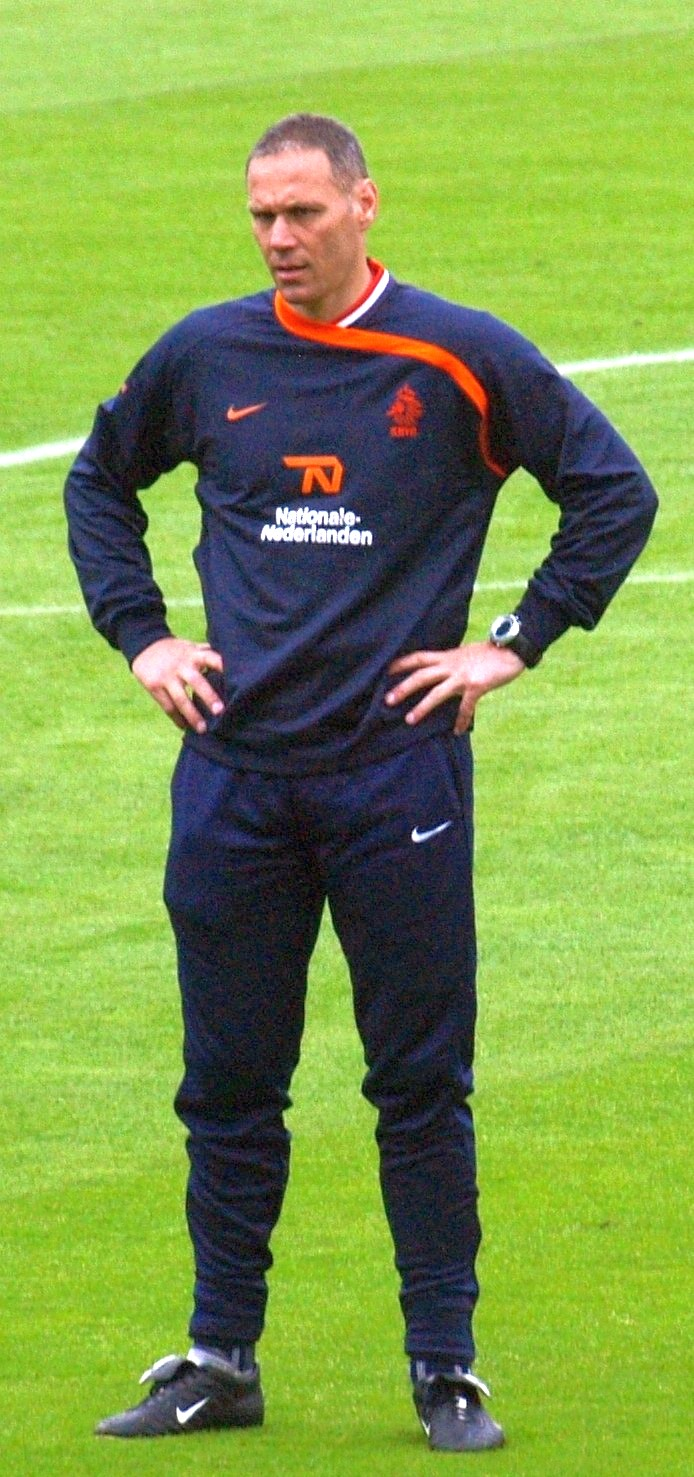
Marco van Basten als Nationaltrainer (2008)

Ab dem 29. Juli 2004 war van Basten Trainer der niederländischen Nationalmannschaft (Bondscoach); Co-Trainer wurde John van ’t Schip, der mit van Basten schon bei Ajax Amsterdam zusammenarbeitete.
Mit van Basten kam ein Umbruch in der Nationalmannschaft. Spieler wie Clarence Seedorf, Patrick Kluivert, Edgar Davids, Roy Makaay und Mark van Bommel wurden nicht mehr nominiert. Lange Zeit stellten die drei großen niederländischen Mannschaften (Ajax Amsterdam, Feyenoord Rotterdam, PSV Eindhoven) das Grundgerüst der Elftal. Doch van Basten gab jungen Spielern wie Denny Landzaat, Barry Opdam, Barry van Galen, Ron Vlaar, Jan Kromkamp und Joris Mathijsen vom Newcomer AZ Alkmaar die Möglichkeit, sich zu beweisen. Anderen Spielern wie Khalid Boulahrouz, Hedwiges Maduro, Ryan Babel und Romeo Castelen gab er ebenfalls eine Chance. Unter seiner Regie blieb die Mannschaft in der Qualifikation zur WM 2006 ungeschlagen. Allerdings endete van Bastens erstes großes Turnier als Bondscoach, die Fußball-Weltmeisterschaft 2006 in Deutschland, früh für sein Team: Im Achtelfinale scheiterten die Niederlande an der Nationalmannschaft von Portugal mit 0:1. Auf Grund der Verbannung Ruud van Nistelrooys auf die Bank wurde van Basten heftig kritisiert. Van Nistelrooy erklärte kurz darauf, nie wieder für die Nationalmannschaft spielen zu wollen, solange van Basten Trainer sei. Im Mai 2007 kam es zur Versöhnung und van Nistelrooy wurde wieder ein fester Bestandteil der niederländischen Auswahl.
Im Dezember 2007 kündigte van Basten an, sein Amt nach der Fußball-Europameisterschaft 2008 abzugeben. In der Gruppenphase der Euro 2008 qualifizierte sich die Mannschaft für das Viertelfinale und schied nach einer 1:3-Niederlage gegen Russland aus. Es war das letzte Spiel für van Basten als Nationaltrainer.

### Ajax Amsterdam
Zu Beginn der Saison 2008/09 wurde van Basten Trainer von Ajax Amsterdam als Nachfolger von Interimstrainer Adrie Koster. Am 22. Februar 2008 unterzeichnete er einen Vierjahresvertrag. Am 6. Mai 2009 trat er wegen mangelnden Erfolgs zurück. Er wurde durch Martin Jol ersetzt.

### SC Heerenveen
Zur Saison 2012/13 übernahm van Basten die Nachfolge von Ron Jans als Trainer des niederländischen Erstligisten SC Heerenveen. Er unterschrieb einen Vertrag über zwei Jahre.

### AZ Alkmaar
Nach dem Auslaufen des Vertrags wechselte er als Nachfolger von Dick Advocaat zum AZ Alkmaar. Er unterschrieb einen Vertrag bis 2016. Aufgrund gesundheitlicher Probleme konnte er sein Amt jedoch wenige Monate später nicht mehr ausführen und wechselte im September auf die Position des Co-Trainers unter seinem Nachfolger John van den Brom.

### Erneute Tätigkeit für die Niederlande
Noch vor Ablauf des Vertrags kehrte er im Sommer 2015 als Assistent des neuen Nationaltrainers Danny Blind zur niederländischen Nationalmannschaft zurück. Er unterschrieb einen Vertrag bis nach der WM 2018 in Russland, von dem er im September 2016 zurücktrat.

## Technischer Berater für die FIFA

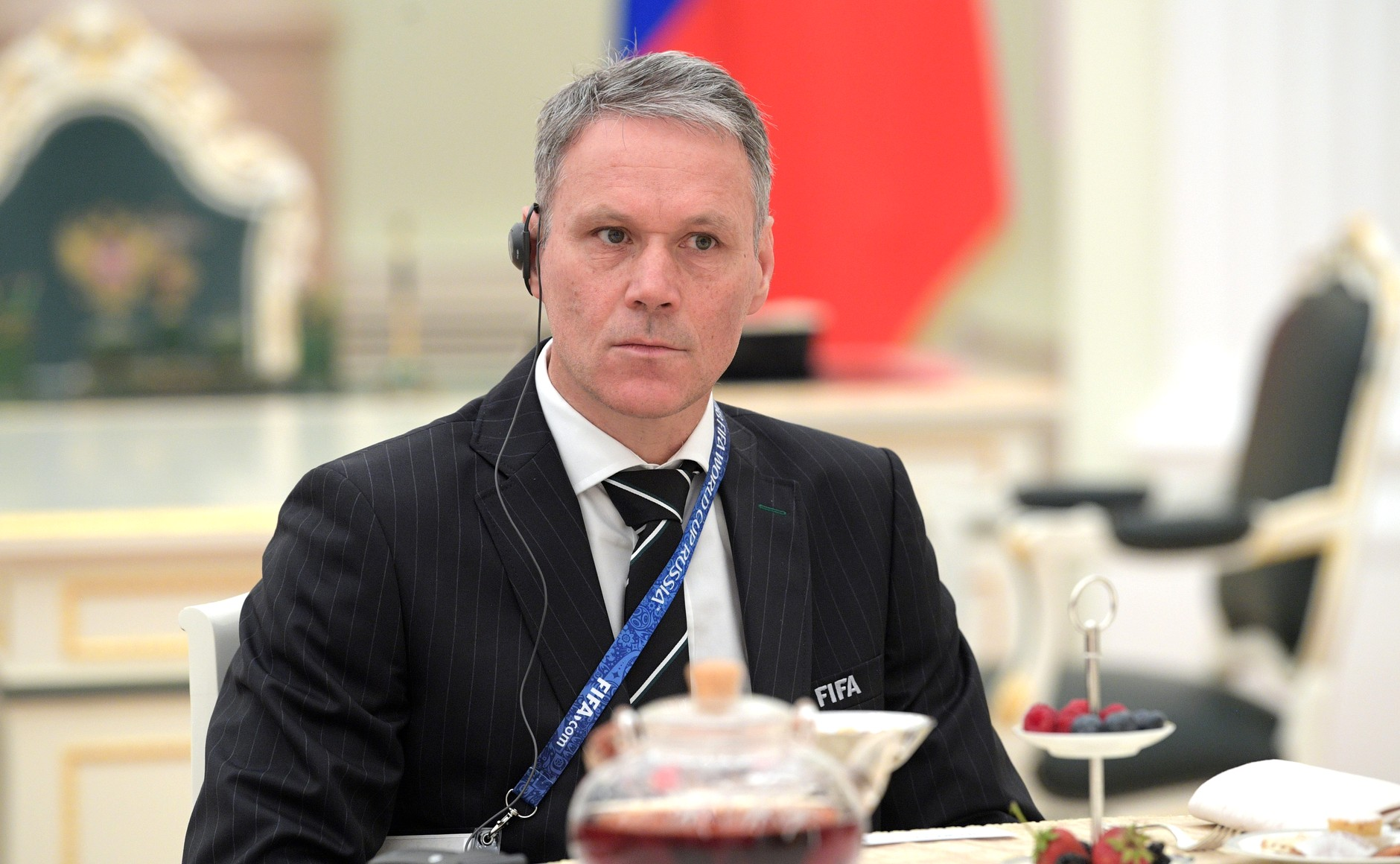
Van Basten (2018)

Im September 2016 wurde van Basten zum Leitenden Beauftragten der FIFA für Technische Entwicklung ernannt und sorgte im Januar 2017 für Aufsehen, als er neben der Übernahme verschiedenster Regeln vom Hockey und Eishockey auch das Abseits zur Disposition stellte.

## Erfolge
Nationalmannschaft 
- Europameister: 1988

 Ajax Amsterdam 
- Niederländischer Meister: 1982, 1983, 1985
- Europapokal der Pokalsieger: 1987
- KNVB-Pokalsieger: 1983, 1986, 1987

 AC Mailand 
- Italienischer Meister: 1988, 1992, 1993
- Italienischer Supercupsieger: 1988, 1992, 1993
- Europapokal der Landesmeister: 1989, 1990
- UEFA Super Cup: 1989, 1990
- Weltpokal: 1989, 1990

 Persönliche Auszeichnungen 
- FIFA-Weltfußballer des Jahres: 1992
- Ballon d’Or („Europas Fußballer des Jahres“): 1988, 1989, 1992

- Torschützenkönig der Eredivisie: 1984, 1985, 1986, 1987
- Fußballer des Jahres der Niederlande: 1985
- Goldener Schuh der UEFA als bester Torjäger Europas: 1986
- Torschützenkönig und bester Spieler der Europameisterschaft: 1988
- 3. Platz bei der Wahl des Ballon d’Or Dream Teams (Mittelstürmer)
- Onze d’or: 1988, 1989
- Torschützenkönig (Capocannoniere) der Serie A: 1990, 1992
- World Soccer Spieler des Jahres: 1988, 1992
- Bester Nachwuchsspieler Europas: 1987
- All-Star-Team der Europameisterschaft: 1988, 1992

## Kontroversen
Am 23. November 2019 sorgte van Basten für einen Eklat, als er während der Halbzeitpause des Spiels Ajax Amsterdam gegen Heracles Almelo gegenüber Fox-Reporter Hans Kraay die Worte „Sieg Heil“ sagte. Nach eigener Aussage wollte er sich damit über das schlechte Deutsch des Reporters lustig machen. Van Basten entschuldigte sich später.